# Пейсон (Аризона)
Пейсон (англ. Payson) — місто (англ. town) в США, в окрузі Гіла штату Аризона. Населення — 16 351 особа (2020).

## Географія
Пейсон розташований за координатами 34°14′38″ пн. ш. 111°19′8″ зх. д. / 34.24389° пн. ш. 111.31889° зх. д. (34.243905, -111.318810).  За даними Бюро перепису населення США в 2010 році місто мало площу 50,44 км², з яких 50,42 км² — суходіл та 0,02 км² — водойми.

### Клімат
| Клімат : Пейсон         | Клімат : Пейсон | Клімат : Пейсон | Клімат : Пейсон | Клімат : Пейсон | Клімат : Пейсон | Клімат : Пейсон | Клімат : Пейсон | Клімат : Пейсон | Клімат : Пейсон | Клімат : Пейсон | Клімат : Пейсон | Клімат : Пейсон | Клімат : Пейсон |
| Показник                | Січ.            | Лют.            | Бер.            | Квіт.           | Трав.           | Черв.           | Лип.            | Серп.           | Вер.            | Жовт.           | Лист.           | Груд.           | Рік             |
| Абсолютний максимум, °C | 25,0            | 26,7            | 31,7            | 32,8            | 37,2            | 41,1            | 41,7            | 40,0            | 39,4            | 34,4            | 28,3            | 24,4            | 41,7            |
| Середній максимум, °C   | 12,4            | 14,7            | 17,2            | 21,7            | 26,5            | 32,2            | 33,8            | 32,6            | 29,7            | 23,9            | 16,9            | 12,7            | 22,9            |
| Середній мінімум, °C    | −3,7            | −2,6            | −0,7            | 1,6             | 5,3             | 9,8             | 14,4            | 14,2            | 10,3            | 4,6             | −1,1            | −3,8            | 4,0             |
| Абсолютний мінімум, °C  | −22,2           | −17,2           | −16,1           | −9,4            | −5,6            | −0,6            | 3,9             | 2,8             | 0,6             | −8,9            | −14,4           | −21,7           | −22,2           |
| Норма опадів, мм        | 59              | 59              | 68              | 29              | 17              | 9               | 61              | 75              | 46              | 48              | 43              | 44              | 558             |
| Днів з опадами          | 6,4             | 5,9             | 7,0             | 3,9             | 3,1             | 2,2             | 9,6             | 10,6            | 6,5             | 4,7             | 4,5             | 5,1             | 69,5            |
| Днів зі снігом          | 1,7             | 1,3             | 1,7             | 0,7             | 0               | 0               | 0               | 0               | 0               | 0,1             | 0,7             | 1,2             | 7,4             |
| ----------------------- | --------------- | --------------- | --------------- | --------------- | --------------- | --------------- | --------------- | --------------- | --------------- | --------------- | --------------- | --------------- | --------------- |
| Джерело: NOAA           |                 |                 |                 |                 |                 |                 |                 |                 |                 |                 |                 |                 |                 |

## Демографія
Згідно з переписом 2010 року, у місті мешкала 15 301 особа в 6860 домогосподарствах у складі 4379 родин. Густота населення становила 303 особи/км².  Було 8958 помешкань (178/км²).
Расовий склад населення:
| - 91,6 % — білих - 2,3 % — корінних американців - 0,7 % — азіатів - 0,4 % — чорних або афроамериканців - 0,1 % — вихідців з тихоокеанських островів - 3,1 % — осіб інших рас |

До двох чи більше рас належало 1,7 %. Частка іспаномовних становила 9,7 % від усіх жителів.
За віковим діапазоном населення розподілялося таким чином: 17,5 % — особи молодші 18 років, 51,9 % — особи у віці 18—64 років, 30,6 % — особи у віці 65 років та старші. Медіана віку мешканця становила 53,1 року. На 100 осіб жіночої статі у місті припадало 93,7 чоловіків;  на 100 жінок у віці від 18 років та старших — 91,0 чоловіків також старших 18 років.
Середній дохід на одне домашнє господарство  становив 51 898 доларів США (медіана — 42 856), а середній дохід на одну сім'ю — 61 039 доларів (медіана — 50 554). Медіана доходів становила 41 790 доларів для чоловіків та 33 756 доларів для жінок. За межею бідності перебувало 12,7 % осіб, у тому числі 18,3 % дітей у віці до 18 років та 6,3 % осіб у віці 65 років та старших.
Цивільне працевлаштоване населення становило 5165 осіб. Основні галузі зайнятості: освіта, охорона здоров'я та соціальна допомога — 30,5 %, будівництво — 11,9 %, мистецтво, розваги та відпочинок — 11,6 %.